# Димас, Христос
Христос Ставру Димас (греч. Χρίστος Σταύρου Δήμας; род. 29 мая 1980) — греческий адвокат и политик, министр инфраструктуры и транспорта Греции (с 2025). Сын Ставроса Димаса.

## Биография
Родился 29 мая 1980 года в Афинах, в семье греческого политического деятеля Ставроса Димаса. Изучал основы права в Афинском университете, а затем окончил аспирантуру в области сравнительной политологии в Лондонской школе экономики и политических наук, где впоследствии работал преподавателем на протяжении одного года. После окончания обучения Димас несколько лет проработал адвокатом и бизнес-консультантом.
На парламентских выборах в мае 2012 года Димас был избран членом греческого парламента от Коринфа, после чего шесть раз переизбирался на этот пост.
8 июля 2019 года он был назначен заместителем министра развития и инвестиций в первом кабинете Кириакоса Мицотакиса. В июле 2023 года Димас был назначен заместителем министра культуры, а в июне 2024 года приступил к исполнению обязанностей заместителя министра национальной экономики и финансов. 15 марта 2025 года Димас получил портфель министра инфраструктуры и транспорта Греции в результате перестановок во втором кабинете Мицотакиса.